# Klášter Prémontré

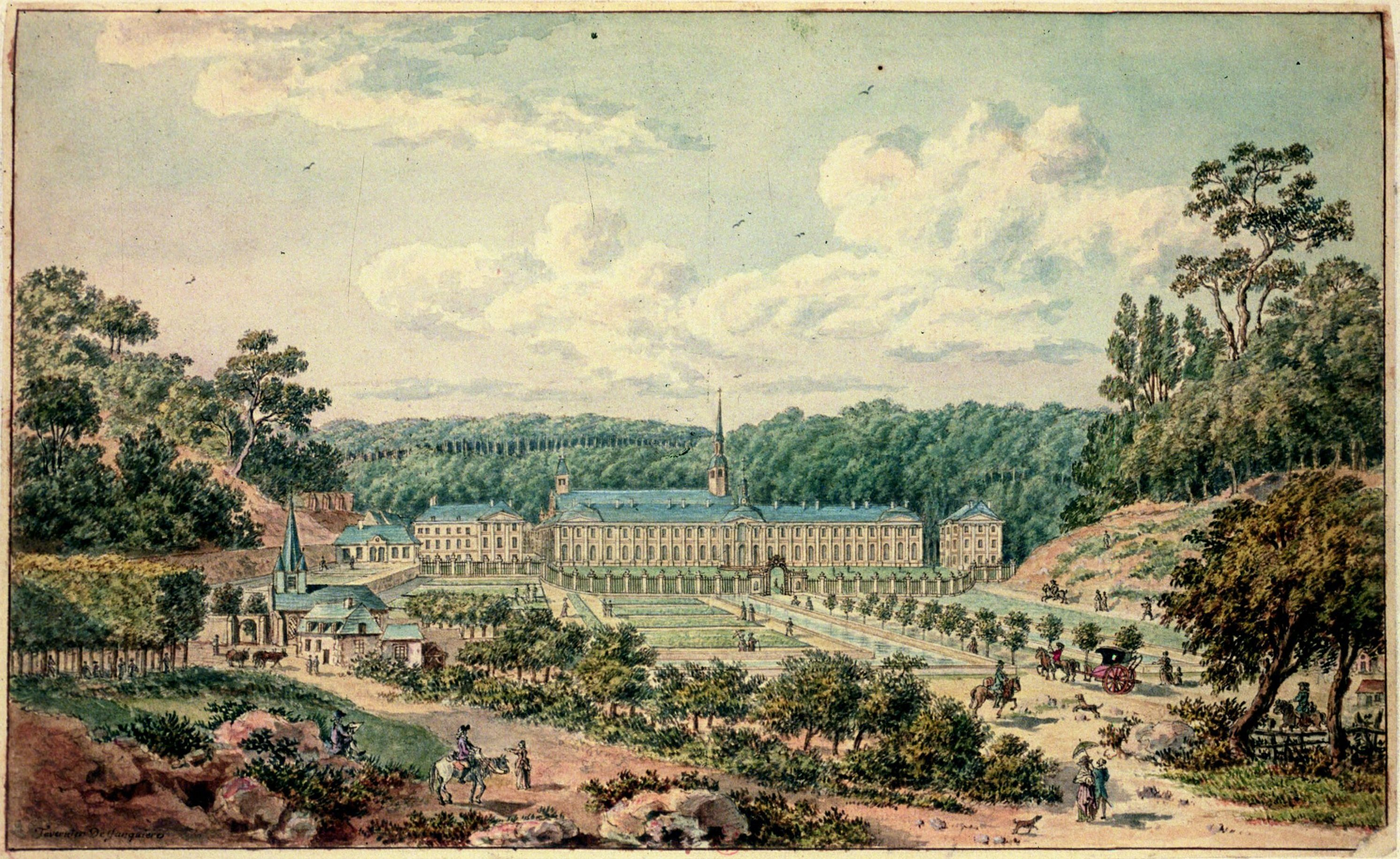
Klášter kolem roku 1780.

Klášter Prémontré francouzsky Abbaye de Prémontré, latinsky Abbatia Præmonstratensis) byl prvním a mateřským klášterem Řádu premonstrátských řeholních kanovníků, ležícím ve stejnojmenné obci, asi 20 km západně od města Laon ve francouzském departmentu Aisne.

## Historie
Klášter byl založen Svatým Norbertem v roce 1120 de facto v pustině, která patřila klášteru sv. Martina v Laonu. Tu jim daroval laonský biskup. Mniši od svatého Martina se území snažili již dříve neúspěšně zkultivovat. V donační listině je místo nazýváno "Præmonstratus" nebo "pratum monstratum", což by mohlo vycházet z francouzského výrazu pré, znamenajícího louku, v tomto případě spíše však lesní mýtinu.
Legenda říká, že laonský biskup a Sv. Norbert navštívili Prémontré asi v polovině ledna, a tak věnoval biskup Norbertovi na slavnost obrácení sv. Pavla (25. ledna) bílý hábit. Na konci koncilu v Lutychu (1131) navštívili Svatý Norbert společně s papežem Inocencem II. Laon a biskupa Bartoloměje. Kromě toho také navštívili klášter Prémontré a byli potěšeni pohledem na asi 500 věřících - kněží, kleriků a konvršů - pod vedením opata Huga z Fosse. Běžnou praxí premonstrátů bylo zakládat tzv. dvojité kláštery (oddělené pro bratry a sestry), ale na generální kapitule v roce 1141 bylo rozhodnuto o oddálení ženských klášterů do vzdálenosti minimálně jedné ligy od klášterů mužských. Opat Hugo zemřel 10. února 1161 a byl nahrazen Filipem, pozdějším opatem v Belval. Opat Jan II. založil v roce 1252 na pařížské univerzitě kolej pro norbertovy kleriky.
Po smrti 43. opata Virgilia v roce 1535 se povedlo získat klášter včetně všech jeho příjmů kardinálu Františkovi z Pisy. Kardinála Františka poté nahradil kardinál Ippolito d'Este, papežský legát ve Francii, který držel opatství in commendam až do své smrti v roce 1572. Historik Charles Taieé, zabývající se Prémontré nazývá tyto dva kardinály "les fléaux de Prémontré" ("metlou Prémontré").
Po smrti kardinála d'Este proběhla svobodná volba a byl zvolen Jean Des Pruets, doktor na Sorboně, velmi horlivý kněz a jeho volba byla potvrzena 14. prosince 1572 papežem Řehořem XIII. S obrovským nasazením a jeho vynikajícími schopnostmi se mu povedlo napravit finanční situaci kláštera. Zemřel 15. května 1596 a byl nahrazen dvěma dalšími horlivými opaty - Longpré a Gosseten. Ty však později vystřídal jako čestný opat kardinál Richelieu.
Poslední opat L'Ecuy byl zvolen v roce 1781. Během Velké francouzské revoluce bylo opatství a jeho majetky zkonfiskovány a prodány jistému Cagonovi, který zbořil několik budov a materiál prodal. Klášter poté vystřídal několik vlastníků. Nakonec se majetky dostaly k departmentu Aisne, který z kláštera udělal azylový dům.

## Budovy
Ze starého opatství, pocházejícího z 12.–16. století prakticky nic nezůstalo, nicméně zde stále nalezneme tři velké budovy pocházející ze 17.–18. století. Jedna z nich slouží jako kostel zasvěcený sv. Norbertovi. Větší část budov pak slouží jako psychiatrická léčebna, která zde byla založena v roce 1867.

## Seznam opatů
- 1128–1161: Hugues I. de Fosses[1]
- 1161–1171: Philippe I. de Reims[1]
- 1171: Jean I. de Brienne[1]
- 1171–1174: Eudes[1]
- 1174–1189: Hugues II.[1]
- 1189–1191: Robert I.[1]
- 1191–1195: Gautier[1]
- 1195–1201: Pierre I. de Saint-Médard[1]
- 1201–1203: Baudouin[1]
- 1203–1204: Vermond[1]
- 1204–1206: Guillaume I. de Saint-Omer[1]
- 1206–1209: Robert II.[1]
- 1209–1220: Gervais[1]
- 1220–1233: Conrad Suève[1]
- 1233–1228: Guillaume II. d'Angles[1]
- 1238–1242: Hugues III. d'Hirson[1]
- 1242–1247: Conon[1]
- 1247–1269: Jean II. de Rocquigny[1]
- 1269–1278: Guerric
- 1278–1281: Gilles van Biervliet
- 1282–1287: Guy
- 1287–1288: Robert III.
- 1288–1304: Guillaume III. de Louvignies
- 1304–1327: Adam I. de Crécy
- 1327–1333: Adam II. de Wassignies
- 1333–1339: Jean III. de Châtillon
- 1339–1352: Jean IV. Le Petit de Saint-Quentin
- 1352–1367: Jean V. de Roigny
- 1368: Stéphane
- 1368–1381: Pierre II. de Froidsaints
- 1381–1391: Jean VI. de Marle
- 1391–1409: Jean VII.
- 1409–1423: Pierre III. d'Hermi
- 1423–1436: Jean VIII. de Marle
- 1436–1443: Jean IX. de La Fère
- 1443–1449: Pierre IV. Rodier
- 1449–1458: Jean X. Aguet
- 1458–1470: Simon de La Terrière
- 1470–1497: Hubert I. de Monthermé
- 1497–1512: Jean XI. de L'Ecluse
- 1512–1512: Jean XII. Evrard
- 1512–1531: Jean XIII. Bachimont
- 1531–1533: Virgile de Limoges
- 1533–1533: Michel Ier Coupson
- 1533–1562: Francesco Pisani
1533–1537: Jean de Folembray, vikář
1537–1562: Josse Coquerel, vikář
- 1562–1572: Ippolito d'Este
1565-1569: Gilbert Tournebulle, vikář
1569-1573: Antoine Visconti, vikář
- 1573–1596: Jean XIV. Despruets
- 1596–1613: François II. de Longpré
- 1613–1635: Pierre V. Gosset
- 1635–1636: Pierre VI. Desban
- 1636–1642: Armand-Jean du Plessis de Richelieu
- 1643–1644: Simon Raguet
- 1645–1666: Augustin I. Le Scellier
- 1667–1702: Michel II. de Colbert-Terron
- 1702–1702: Philippe II. Celers
- 1702–1740: Claude-Honoré-Luc de Muin
- 1740–1741: Augustin II. de Rocquevert
- 1741–1757: Bruno Bécourt
- 1758–1769: Antoine Parchappe de Vinay
- 1769–1780: Guillaume IV. Manoury
- 1780–1790: Jean-Baptiste L'Écuy